# Valle Grande (Santa Cruz de Tenerife)
Valle Grande es un caserío del macizo de Anaga perteneciente administrativamente al barrio de María Jiménez del municipio de Santa Cruz de Tenerife, en la isla de Tenerife —Canarias, España—. 
Junto con las poblaciones de Valle Brosque y Valle Crispín forma la zona conocida como Los Valles.

## Geografía
Se encuentra situado en el valle homónimo, en la cuenca media del valle del Bufadero, a unos ocho kilómetros del casco urbano de Santa Cruz de Tenerife y a una altitud media de 250 m s. n. m.
Toda su superficie se incluye en el espacio natural protegido del Parque Rural de Anaga, estando considerado como uno de sus asentamientos rurales.

## Demografía
| Año        | 2000 | 2001 | 2002 | 2003 | 2004 | 2005 | 2006 | 2007 | 2008 | 2009 | 2010 | 2011 | 2012 | 2013 | 2014 | 2015 |
| ---------- | ---- | ---- | ---- | ---- | ---- | ---- | ---- | ---- | ---- | ---- | ---- | ---- | ---- | ---- | ---- | ---- |
| Habitantes | 33   | 33   | 33   | 40   | 42   | 43   | 41   | 40   | 35   | 33   | 34   | 32   | 35   | 33   | 30   | 29   |